# Sedum modestum
Sedum modestum är en fetbladsväxtart som beskrevs av John Ball. Sedum modestum ingår i Fetknoppssläktet som ingår i familjen fetbladsväxter. Inga underarter finns listade i Catalogue of Life.